# Braddock (Pensilvânia)
Braddock é um distrito localizado no estado norte-americano da Pensilvânia, no Condado de Allegheny.

## Demografia
Segundo o censo norte-americano de 2000, a sua população era de 2912 habitantes. 
Em 2006, foi estimada uma população de 2706, um decréscimo de 206 (-7.1%). Em 1950, havia 20.000 habitantes.

## Geografia
De acordo com o United States Census Bureau tem uma área de 1,7 km², dos quais 1,5 km² cobertos por terra e 0,2 km² cobertos por água. Braddock localiza-se a aproximadamente 297 m acima do nível do mar.

## Localidades na vizinhança
O diagrama seguinte representa as localidades num raio de 4 km ao redor de Braddock. 